# Isländische Fußballnationalmannschaft (U-19-Frauen)
Die isländische U-19-Fußballnationalmannschaft der Frauen repräsentiert Island im internationalen Frauenfußball. Die Nationalmannschaft untersteht dem Knattspyrnusamband Íslands und wird seit Januar 2022 von Margrét Magnúsdóttir trainiert.
Die U-19-Auswahl bestritt 1997 ihr erstes Pflichtspiel und nimmt seit der Saison 1999/2000 an der Qualifikation für die U-19-Europameisterschaft für Island teil. Bislang konnte sich das Team jedoch nur 2009 für die EM-Endrunde qualifizieren und scheiterte dort wie schon bei der ersten EM-Teilnahme 2007, als man als Gastgeber automatisch qualifiziert war, sieglos als Gruppenletzter in der Vorrunde. Entsprechend nahm Island noch nie an einer Weltmeisterschaft in dieser Altersklasse teil. Im Jahr 2023 ist die isländische U-19 erstmals nach 14 Jahren wieder bei einer Europameisterschaft dabei.

## Turnierbilanz

### Europameisterschaft
| Jahr   | Gastgeber      | Platzierung        |
| ------ | -------------- | ------------------ |
| 1998   | mehrere        | nicht teilgenommen |
| 1999   | Schweden       | nicht teilgenommen |
| 2000   | Frankreich     | nicht qualifiziert |
| 2001   | Norwegen       | nicht qualifiziert |
| 2002   | Schweden       | nicht qualifiziert |
| 2003   | Deutschland    | nicht qualifiziert |
| 2004   | Finnland       | nicht qualifiziert |
| 2005   | Ungarn         | nicht qualifiziert |
| 2006   | Schweiz        | nicht qualifiziert |
| 2007   | Island         | Gruppenphase       |
| 2008   | Frankreich     | nicht qualifiziert |
| 2009   | Belarus        | Gruppenphase       |
| 2010   | Nordmazedonien | nicht qualifiziert |
| 2011   | Italien        | nicht qualifiziert |
| 2012   | Türkei         | nicht qualifiziert |
| 2013   | Wales          | nicht qualifiziert |
| 2014   | Norwegen       | nicht qualifiziert |
| 2015   | Israel         | nicht qualifiziert |
| 2016   | Slowakei       | nicht qualifiziert |
| 2017   | Nordirland     | nicht qualifiziert |
| 2018   | Schweiz        | nicht qualifiziert |
| 2019   | Schottland     | nicht qualifiziert |
| 2020 1 | Georgien 1     | – 1                |
| 2021 1 | Belarus 1      | – 1                |
| 2022   | Tschechien     | nicht qualifiziert |
| 2023   | Belgien        |                    |

## Spielerinnen

### Rekordspielerinnen
| Einsätze | Name                          | Jahrgang |
| -------- | ----------------------------- | -------- |
| 25       | Anna Þórunn Guðmundsdóttir    | 1990     |
| 25       | Berglind Björg Þorvaldsdóttir | 1992     |
| 25       | Telma Hjaltalín Þrastardóttir | 1995     |
| 23       | Arna Sif Ásgrímsdóttir        | 1992     |
| 23       | Hildur Antonsdóttir           | 1995     |
| 23       | Katla María Þórðardóttir      | 2001     |
| 22       | Elínborg Ingvarsdóttir        | 1990     |
| 22       | Barbára Sól Gísladóttir       | 2001     |
| 22       | Karólína Lea Vilhjálmsdóttir  | 2001     |
| 21       | Laufey Björnsdóttir           | 1989     |
| 21       | Stefanía Ragnarsdóttir        | 2000     |
| 21       | Áslaug Munda Gunnlaugsdóttir  | 2001     |

(Stand: 6. Juni 2023)

### Rekordtorschützinnen
| Tore | Name                          | Vorlagen | Einsätze | Jahrgang |
| ---- | ----------------------------- | -------- | -------- | -------- |
| 17   | Berglind Björg Þorvaldsdóttir | 1        | 25       | 1992     |
| 14   | Greta Mjöll Samúelsdóttir     | 0        | 14       | 1987     |
| 13   | Margrét Lára Viðarsdóttir     | 2        | 15       | 1986     |
| 13   | Sveindís Jane Jónsdóttir      | 0        | 19       | 2001     |
| 12   | Telma Hjaltalín Þrastardóttir | 0        | 25       | 1995     |
| 11   | Fanndís Friðriksdóttir        | 1        | 20       | 1990     |
| 10   | Karólína Lea Vilhjálmsdóttir  | 2        | 22       | 2001     |

(Stand: 6. Juni 2023)